# Эфир (физика)
Эфир (светоносный эфир, от др.-греч. αἰθήρ, верхний слой воздуха; лат. aether) — гипотетическая всепроникающая среда, колебания которой проявляют себя как электромагнитные волны (в том числе как видимый свет). Концепция светоносного эфира была выдвинута в XVII веке Рене Декартом и получила подробное обоснование в XIX веке в рамках волновой оптики и электромагнитной теории Максвелла. Эфир рассматривался также как материальный аналог ньютоновского абсолютного пространства. Существовали и другие варианты теории эфира.
В конце XIX века в теории эфира возникли непреодолимые трудности, вынудившие физиков отказаться от понятия эфира и признать электромагнитное поле самодостаточным физическим объектом, не нуждающимся в дополнительном носителе. Абсолютная система отсчёта  была упразднена специальной теорией относительности. Неоднократные попытки отдельных учёных возродить концепцию эфира в той или иной форме (например, связать эфир с физическим вакуумом) успеха не имели.

## История

### Античные представления
Из немногочисленных дошедших до нас трудов древнегреческих учёных можно понять, что эфир тогда понимался как особое небесное вещество, «заполнитель пустоты» в Космосе. Платон в диалоге «Тимей» сообщает, что Бог создал мир из эфира. Лукреций Кар в поэме «О природе вещей» упоминает, что «эфир питает созвездия», то есть светила состоят из сгущённого эфира. Иначе представлял эфир Анаксагор — по его мнению, он похож на земной воздух, только более горячий, сухой и разрежённый.
Демокрит и другие атомисты термин эфир не использовали, их система мира включала лишь атомы и пустоту.
Несколько более подробная картина изложена в трудах Аристотеля. Он также считал, что планеты и другие небесные тела состоят из эфира (или квинтэссенции), который есть «пятый элемент» природы, причём, в отличие от остальных (огня, воды, воздуха и земли), вечный и неизменный. Аристотель писал: «Солнце не состоит из огня; оно есть огромное скопление эфира; теплота Солнца причиняется действием его на эфир во время обращения вокруг Земли». Эфир также заполняет весь внеземной Космос, начиная со сферы Луны; из приведённой цитаты можно сделать вывод, что эфир Аристотеля передаёт свет от Солнца и звёзд, а также тепло от Солнца. Аристотелевское понимание термина переняли средневековые схоласты; оно продержалось в науке до XVII века.

### Эфир Декарта (XVII век)

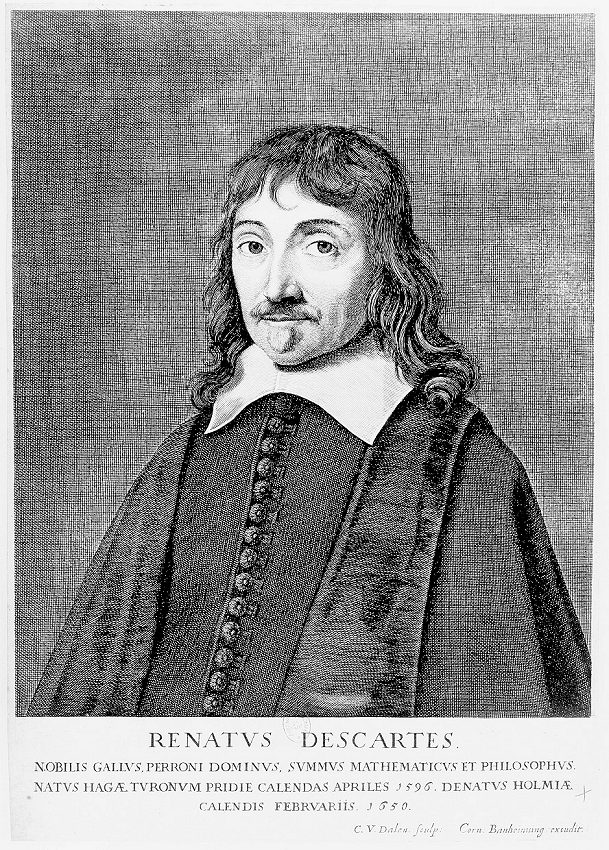
Рене Декарт

Подробно разработанная гипотеза о существовании физического эфира была выдвинута в 1618 году Рене Декартом и впервые изложена в труде «Мир, или трактат о свете» (1634), а позже развита и опубликована в «Первоначалах философии» (1644). Сам Декарт почти не использовал термин «эфир», возможно, по той причине, что приписывал ему свойства, радикально отличные от античного эфира: «Земля и небеса созданы из одной и той же материи».

Декарт впервые чётко утверждал наличие у мирового эфира обычных механических свойств вещества и возродил в новой физике, таким образом, понятие эфира в духе Анаксагора (вместо дискредитированного к этому времени
аристотелева эфира как «небесного» элемента). Понятие мирового эфира в интерпретации Декарта удерживалось вплоть до начала XX века.

В соответствии со своей (картезианской) натурфилософией Декарт рассматривал всю Вселенную как неопределённо протяжённую материю, принимающую различные формы под действием присущего ей движения.
Декарт отрицал пустоту и считал, что всё пространство заполнено первоматерией или её производными. Первоматерию он представлял как абсолютно плотное тело, каждая из частей которого занимает часть пространства, пропорциональную её величине: она не способна к растяжению или сжатию и не может занимать одно и то же место с другой частью материи. Эта материя способна к делению на части любой формы под действием приложенной силы, и каждая из её частей может обладать любым допустимым движением. Частицы материи сохраняют свою форму, покуда у них имеется приобретённое движение. При потере движения частицы способны к объединению. Он предполагал, что под действием приложенной силы частицы первоматерии стачивали свои углы в различных кругообразных движениях. Образовавшиеся сферы формировали вихри, а осколки заполняли промежутки между ними.

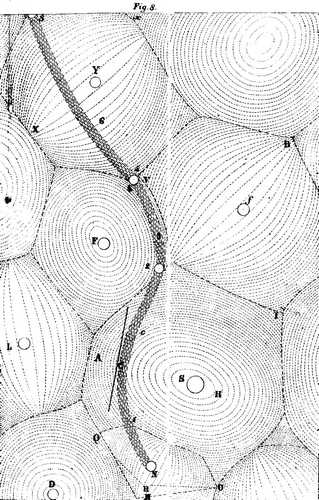
Эфирные вихри в представлении Декарта («Принципы философии», том III)

Невидимый эфир Декарта заполнял всё свободное от материи пространство Вселенной, однако не оказывал сопротивления при движении в нём вещественных тел. Декарт разделил «эфирные материи» по их свойствам на три категории.
1. Элемент огня — самая тонкая и самая проникающая жидкость, сформированная в процессе стачивания частиц материи. Частицы огня самые маленькие и обладают самой большой скоростью. Они разнообразно делятся при столкновении с другими телами и заполняют все промежутки между ними. Из них состоят звёзды и Солнце.
2. Элемент воздуха — сферы, которые формируют тончайшую жидкость по сравнению с видимой материей, но в отличие от элемента огня обладают известной величиной и фигурой благодаря наличию осевого вращения. Это вращение позволяет сохранять форму частицы даже в состоянии покоя относительно окружающих тел. Из этих частиц состоит космос, не занятый звёздами или планетами, и они образуют собственно светоносный эфир.
3. Элемент земли — крупные частицы первоматерии, движения в которых очень малы или полностью отсутствуют. Из этих частиц состоят планеты.

Механические свойства эфира, а именно абсолютная твёрдость частиц второго элемента и их плотное прилегание друг к другу, способствуют мгновенному распространению изменений в них. Когда импульсы изменений достигают Земли, они воспринимаются нами в качестве тепла и света.
Изложенную систему мира Декарт применил для объяснения не только световых, но и других явлений. Причину тяжести (которую он считал присущей только земным предметам) Декарт видел в давлении окружающих Землю эфирных частиц, которые движутся быстрее самой Земли. Магнетизм вызван циркуляцией вокруг магнита двух встречных потоков мельчайших винтообразных частиц с противоположной резьбой, поэтому два магнита могут не только притягиваться, но и отталкиваться. За электростатические явления аналогично ответственны частицы лентообразной формы. Декарт построил также оригинальную теорию цвета, по которой разные цвета получаются из-за разных скоростей вращения частиц второго элемента.

### Теории света после Декарта
Учение Декарта о свете было существенно развито Гюйгенсом в его «Трактате о свете» (Traité de la lumière, 1690). Гюйгенс рассматривал свет как волны в эфире и разработал математические основы волновой оптики.
В конце XVII века были открыты несколько необычных оптических явлений, которые следовало согласовать с моделью светоносного эфира: дифракция (1665, Гримальди), интерференция (1665, Гук), двойное лучепреломление (1670, Эразм Бартолин, изучено Гюйгенсом), оценка скорости света (1675, Рёмер). Наметились два варианта физической модели света:
- Эмиссионная (или корпускулярная) теория: свет есть поток частиц, излучаемых источником. В пользу этого мнения говорила прямолинейность распространения света, на которой основана геометрическая оптика, однако дифракция и интерференция плохо укладывались в эту теорию.
- Волновая: свет есть всплеск в эфире. Надо принять во внимание, что под волной тогда понимали не бесконечное периодическое колебание, как в современной теории, а одиночный импульс[17]; по этой причине объяснения световых явлений с волновых позиций были мало правдоподобны.

Концепция светоносного эфира Декарта—Гюйгенса стала вскоре общепринятой в науке и не пострадала от развернувшихся в XVII—XVIII веках споров картезианцев и атомистов , а также сторонников эмиссионной и волновой теории. Даже Исаак Ньютон, склонявшийся скорее к эмиссионной теории, допускал, что в указанных эффектах принимает участие и эфир. В трудах Ньютона эфир упоминается очень редко (в основном в ранних работах), хотя в личных письмах он иногда позволял себе «измышлять гипотезы» о возможной роли эфира в оптических, электрических и гравитационных явлениях. В последнем абзаце своего основного труда «Математические начала натуральной философии» Ньютон пишет: «Теперь следовало бы кое-что добавить о некоем тончайшем эфире, проникающем все сплошные тела и в них содержащемся». Далее он перечисляет предполагавшиеся в тот период примеры физической роли эфира:

Частицы тел при весьма малых расстояниях взаимно притягиваются, а при соприкосновении сцепляются, наэлектризованные тела действуют на большие расстояния, как отталкивая, так и притягивая близкие малые тела, свет испускается, отражается, преломляется, уклоняется и нагревает тела, возбуждается всякое чувствование, заставляющее члены животных двигаться по желанию, передаваясь именно колебаниями этого эфира от внешних органов чувств мозгу и от мозга мускулам.

Ньютон, однако, никак не комментирует все эти гипотезы, ограничившись замечанием: «Но это не может быть изложено вкратце, к тому же нет и достаточного запаса опытов, коими законы действия этого эфира были бы точно определены и показаны».
Благодаря авторитету Ньютона, эмиссионная теория света в XVIII веке стала общепринятой. Эфир рассматривался не как носитель, но как переносчик световых частиц, а преломление и дифракцию света объясняли изменением плотности эфира — вблизи тел (дифракция) или при переходе света из одной среды в другую (преломление). В целом эфир как часть системы мира отошёл в XVIII веке на задний план, однако теория эфирных вихрей сохранилась, и были безуспешные попытки применить её для объяснения магнетизма и гравитации.

### Развитие моделей эфира в XIX веке

#### Волновая теория света
В начале XIX века волновая теория света, рассматривавшая свет как волны в эфире, одержала решительную победу над эмиссионной теорией. Первый удар по эмиссионной теории нанёс английский учёный-универсал Томас Юнг, в 1800 году разработавший волновую теорию интерференции (и ввёл сам этот термин) на основе сформулированного им принципа суперпозиции волн. По результатам своих опытов он довольно точно оценил длину волны света в различных цветовых диапазонах.

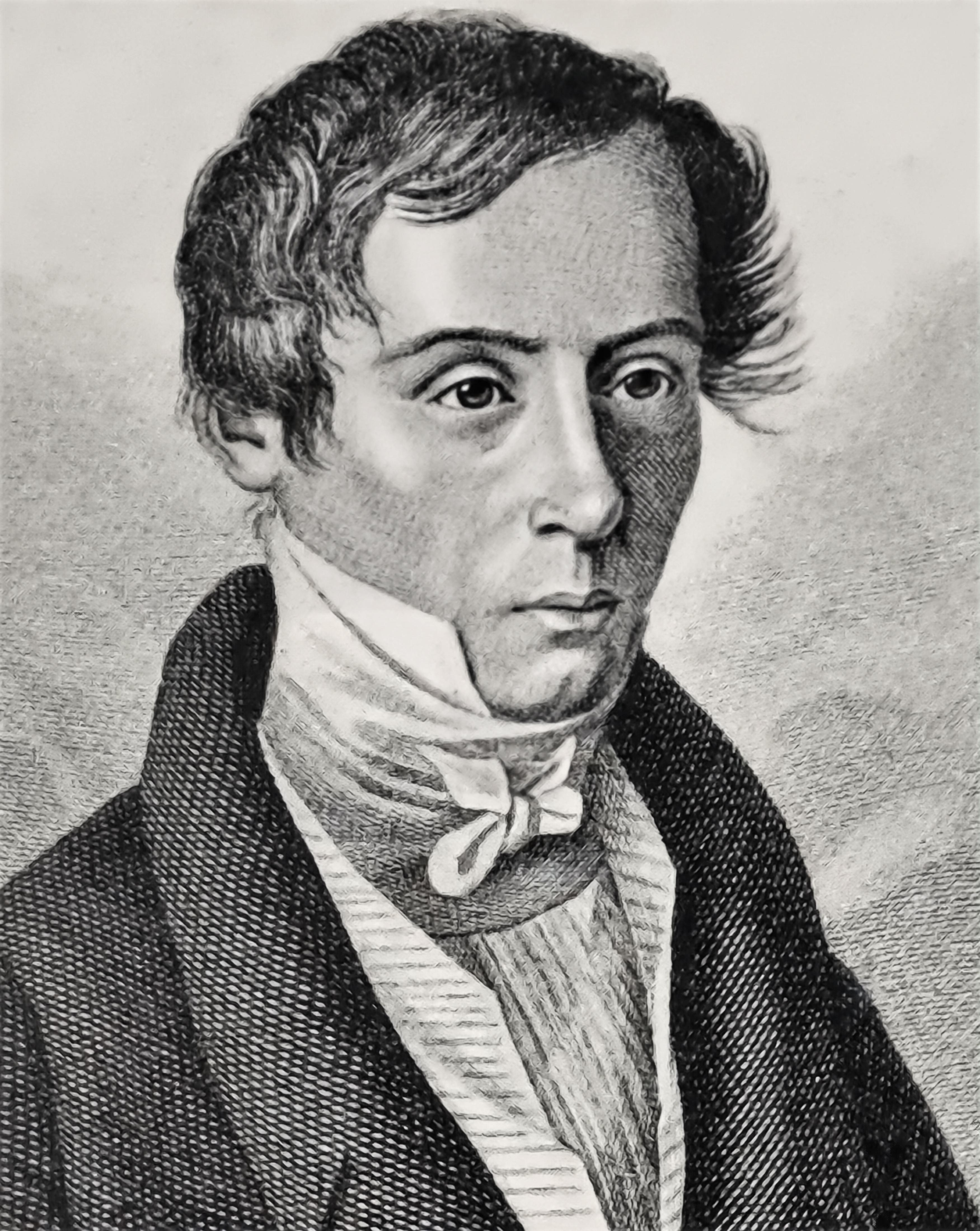
Огюстен Жан Френель

Вначале теория Юнга была встречена враждебно. Как раз в это время было глубоко изучено явление двойного лучепреломления и поляризации света, воспринятое как решающее доказательство в пользу эмиссионной теории. Но тут в поддержку волновой модели (ничего не зная о Юнге) выступил Огюстен Жан Френель. Рядом остроумных опытов он продемонстрировал чисто волновые эффекты, совершенно необъяснимые с позиций корпускулярной теории, а его мемуар, содержащий всестороннее исследование с волновых позиций и математическую модель всех известных тогда свойств света (кроме поляризации), победил на конкурсе Парижской Академии наук (1818). Курьёзный случай описывает Араго: на заседании комиссии академиков Пуассон выступил против теории Френеля, так как из неё следовало, что при определённых условиях в центре тени от непрозрачного кружка мог появиться ярко освещённый участок. На одном из следующих заседаний Френель и Араго продемонстрировали членам комиссии этот эффект, получивший название «пятно Пуассона».
Юнг и Френель изначально рассматривали свет как упругие (продольные) колебания разрежённого, но чрезвычайно упругого эфира, подобные звуку в воздухе. Любой источник света запускает упругие колебания эфира, которые происходят с гигантской, нигде больше не отмеченной в природе частотой, благодаря чему достигается распространение их с колоссальной скоростью. Любое вещественное тело притягивает эфир, который проникает внутрь тела и сгущается там. От плотности эфира в прозрачном теле зависел коэффициент преломления света.
Оставалось понять механизм поляризации. Ещё в 1816 году Френель обсуждал возможность того, что световые колебания эфира не продольны, а поперечны. Это легко объяснило бы явление поляризации. Юнг в это время тоже пришёл к такой идее. Однако поперечные колебания ранее встречались только в несжимаемых твёрдых телах, в то время как эфир считали близким по свойствам к газу или жидкости. В 1822—1826 годах Френель представил мемуары с описанием новых опытов и полную теорию поляризации, сохраняющую значение и в наши дни.

#### Модель Коши — Стокса
Интерес и доверие к концепции эфира в XIX веке резко возросли. Следующие (после 1820-х) почти сто лет обозначены триумфальным успехом волновой оптики во всех областях. Классическая волновая оптика была завершена, поставив в то же время труднейший вопрос: что же представляет собой эфир?
Когда выяснилось, что световые колебания строго поперечны, встал вопрос о том, какими свойствами должен обладать эфир, чтобы допускать поперечные колебания и исключить продольные. Анри Навье в 1821 году получил общие уравнения распространения возмущений в упругой среде. Теория Навье была развита О. Л. Коши (1828), который показал, что, вообще говоря, продольные волны также должны существовать.
Френель выдвинул гипотезу, согласно которой эфир несжимаем, но допускает поперечные сдвиги. Такое предположение трудно согласовать с полной проницаемостью эфира по отношению к веществу. Д. Г. Стокс объяснил затруднение тем, что эфир подобен смоле: при быстрых деформациях (излучение света) он ведёт себя как твёрдое тело, а при медленных (скажем, при движении планет) пластичен. В 1839 году Коши усовершенствовал свою модель, создав теорию сжимающегося (лабильного) эфира, позднее доработанную У. Томсоном.
Чтобы все эти модели не рассматривались как чисто спекулятивные, из них следовало формально вывести основные эффекты волновой оптики. Однако подобные попытки имели мало успеха. Френель предположил, что эфир состоит из частиц, величина которых сравнима с длиной световой волны. При этом дополнительном предположении Коши удалось обосновать явление дисперсии света. Однако все попытки связать, например, френелевскую теорию преломления света с какой-либо моделью эфира оказались неудачны.

#### Эфир и электромагнетизм
Фарадей относился к эфиру скептически и выражал неуверенность в его существовании. С открытием Максвеллом уравнений классической электродинамики теория эфира получила новое содержание.
В ранних работах Максвелл использовал гидродинамические и механические модели эфира, однако подчёркивал, что они служат только для пояснения с помощью наглядной аналогии. Необходимо иметь в виду, что векторного анализа тогда ещё не существовало, и гидродинамическая аналогия понадобилась Максвеллу, в первую очередь, для разъяснения физического смысла дифференциальных операторов (дивергенция, ротор и др.). Например, в статье «О Фарадеевых силовых линиях» (1855) Максвелл пояснил, что используемая в модели воображаемая жидкость «представляет собой исключительно совокупность фиктивных свойств, составленную с целью представить некоторые теоремы чистой математики в форме, более наглядной и с большей лёгкостью применимой к физическим задачам, чем форма, использующая чисто алгебраические символы». Позднее (с 1864 года) Максвелл исключил из своих трудов рассуждения по аналогии. Конкретных моделей эфира Максвелл не разрабатывал и не опирался на какие-либо свойства эфира, кроме способности поддерживать ток смещения, то есть перемещение электромагнитных колебаний в пространстве.
Когда эксперименты Г. Герца подтвердили теорию Максвелла, эфир стал рассматриваться как общий носитель света, электричества и магнетизма. Волновая оптика превратилась в органичную часть теории Максвелла, и возникла надежда построить физическую модель эфира на этом фундаменте. Исследованиями в этой области занимались крупнейшие учёные мира. Часть из них (например, сам Максвелл, Умов и Гельмгольц), хотя писала о свойствах эфира, фактически изучала свойства электромагнитного поля. Другая часть (например, Д. Г. Стокс, У. Томсон) пыталась раскрыть природу и свойства собственно эфира — оценить давление в нём, плотность его массы и энергии, связать с атомной теорией.

#### Химизм в попытках понимания эфира (Д. И. Менделеев)

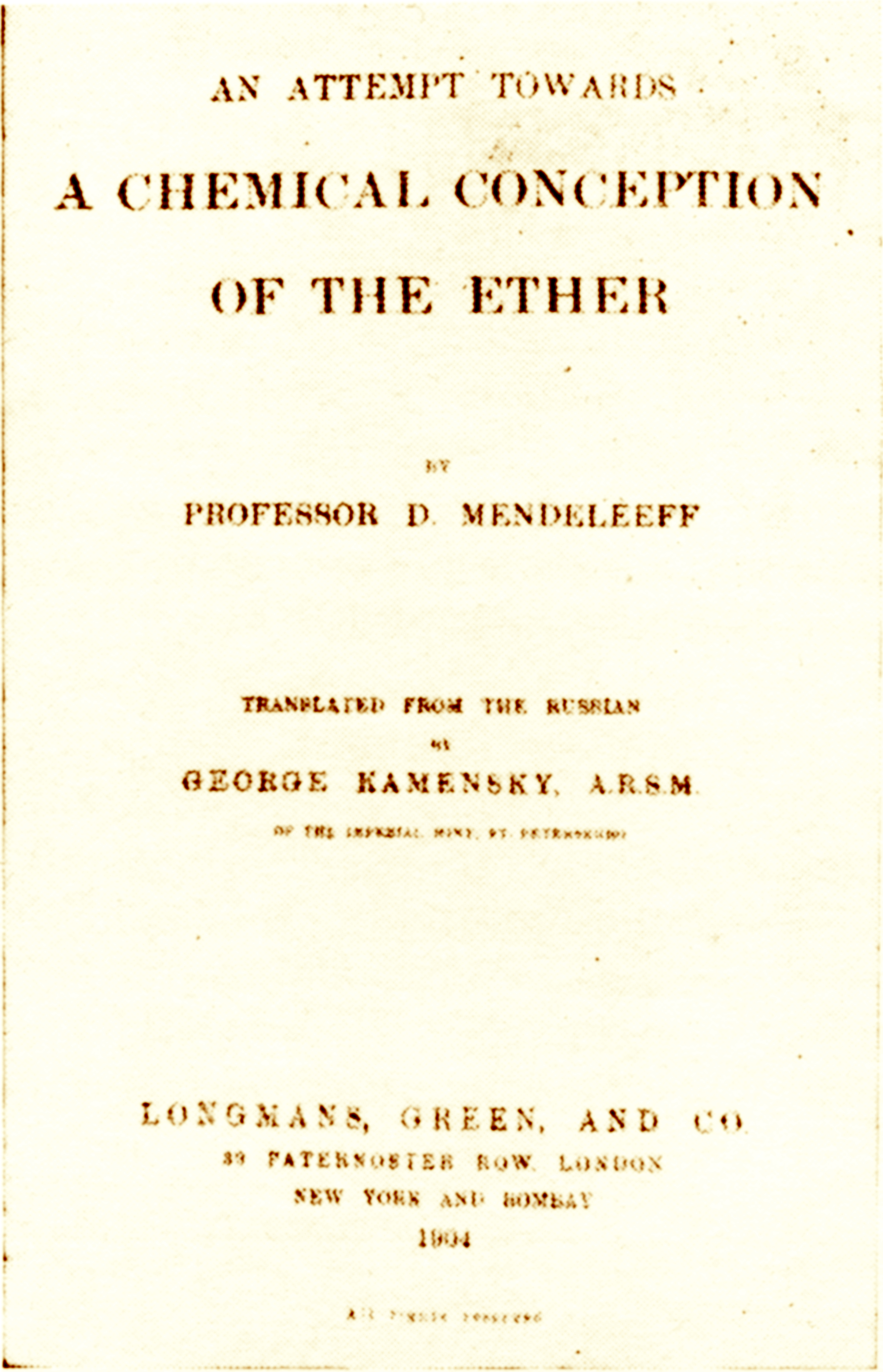
Д. И. Менделеев. Опыт химического понимания мирового эфира. Нью-Йорк — Лондон — Бомбей. 1904

В трудах Д. И. Менделеева этот вопрос имеет непосредственное отношение к осмыслению им физических причин периодичности. Поскольку свойства элементов пребывают в периодической зависимости от атомных весов (массы), учёный предполагал использовать эти закономерности для решения настоящей проблемы, — определяя причины сил тяготения и благодаря изучению свойств передающей их среды.
Как уже отмечено, предполагалось, что «эфир», заполняющий межпланетное пространство, является средой, передающей свет, тепло и гравитацию. В контексте таких представлений исследования сильно разреженных газов представлялось возможным путём к детерминации названной субстанции, когда свойства «обычного» вещества уже не способны бы были скрывать свойства «эфира».
В одной из своих гипотез Д. И. Менделеев руководствовался тем, что специфическим состоянием сильно разреженных газов воздуха мог оказаться «эфир» или некий неизвестный инертный газ с очень малым весом, то есть наилегчайший химический элемент. Учёный пишет на оттиске из «Основ химии», на эскизе периодической системы 1871 года: «Легче всех эфир, в миллионы раз»; в рабочей тетради 1874 года он более ясно высказывает свои соображения: «При нулевом давлении у воздуха есть некоторая плотность, это и есть эфир!». Но в его публикациях той поры эти мысли не нашли отражения. Открытие в конце XIX века инертных газов актуализировало вопрос о химической сущности мирового эфира. По предложению Уильяма Рамзая Менделеев включает в периодическую таблицу нулевую группу, оставляя место для более лёгких, чем водород, элементов. По мнению Менделеева, группа инертных газов могла быть дополнена коронием и легчайшим, пока неизвестным элементом, названным им ньютонием, который и составляет мировой эфир
Свои взгляды в апреле 1902 года он развёрнуто излагает в эссе «Попытка химического понимания мирового эфира» (опубликовано на английском языке в 1904 году, на русском — в 1905 году). В заключительной части этого труда Д. И. Менделеев пишет:

Представляя эфир газом, обладающим указанными признаками и относящимся к нулевой группе, я стремлюсь прежде всего извлечь из периодического закона то, что он может дать, реально объяснить вещественность и всеобщее распространение эфирного вещества повсюду в природе и его способность проникать все вещества не только газо- или парообразные, но и твёрдые и жидкие, так как атомы наиболее легких элементов, из которых состоят наши обычные вещества, всё же в миллионы раз тяжелее эфирных и, как надо думать, не изменят сильно своих отношений от присутствия столь лёгких атомов, каковы атомы или эфирные. Понятно само собой, что вопросов является затем и у меня самого целое множество, что на большую часть из них мне кажется невозможным отвечать, и что в изложении своей попытки я не думал ни поднимать их, ни пытаться отвечать на те из них, которые мне кажутся разрешимыми. Писал не для этого свою «попытку», а только для того, чтобы высказаться в таком вопросе, о котором многие, знаю, думают, и о котором надо же начать говорить.

Ещё в ранних своих работах Д. И. Менделеев пришёл к методологическим принципам и положениям, получившим развитие в его последующих исследованиях. Он стремится подходить к решению того или иного вопроса, следуя этим общим принципам, создавая философскую концепцию, в пределах которой будет проводиться анализ конкретных данных. Это характерно и для исследований, касающихся данной темы, которые выразились результатами, к ней прямого отношения не имеющими. Движимый идеей обнаружения эфира, Д. И. Менделеев экспериментально начал изучать разреженные газы, и, занимаясь этой темой, сформулировал или подтвердил положения кинетической теории и термодинамики, теоретически обосновал условия поведения сжатых газов: получил уравнение идеального газа, содержащее выведенную им универсальную газовую постоянную, и получил вириальные разложения, которые находятся в полном соответствии с первыми приближениями в известных сейчас уравнениях для реальных газов. Очень ценным, но несколько преждевременным, было предложение Д. И. Менделеева о введении термодинамической шкалы температур.

#### Теория эфира Лоренца
В период 1892—1904 Хендрик Лоренц разработал теорию «электрон-эфира», в которой он ввёл строгое разделение между веществом (электронами) и эфиром. В его модели эфир совершенно неподвижен и не приводится в движение весомой материей. В отличие от более ранних электронных моделей электромагнитное поле эфира выступает в качестве посредника между электронами, и изменения в этом поле не могут распространяться быстрее скорости света.
Фундаментальной концепцией теории Лоренца в 1895 году была «теорема соответствующих состояний» для членов порядка v/c. В этой теореме утверждается, что наблюдатель, движущийся относительно эфира, делает те же наблюдения, что и покоящийся наблюдатель (после подходящей замены переменных). Лоренц заметил, что необходимо изменить пространственно-временные переменные при смене систем отсчёта и ввести два понятия:
- физическое Лоренцево сокращение (1892)[A 2], чтобы объяснить эксперимент Майкельсона — Морли;
- математическое понятие локального времени (1895), чтобы объяснить аберрацию света и опыт Физо.

Это привело к формулировке так называемых преобразований Лоренца Лармором (1897, 1900) и Лоренцом (1899, 1904),, где (это было отмечено Лармором) полная формулировка локального времени сопровождается определённым замедлением времени электронов, движущихся в эфире. Как позже заметил Лоренц (1921, 1928), он считал время, обозначенное часами, покоящимися в эфире как «истинное» время, тогда как локальное время рассматривалось им как эвристическая рабочая гипотеза и чисто математический приём. Поэтому теорема Лоренца рассматривается современными авторами как математическое преобразование из «реальной» системы, покоящейся в эфире, в «фиктивную» систему в движении.
Работа Лоренца была математически обоснована и усовершенствована Анри Пуанкаре, который сформулировал универсальный Принцип относительности и пытался согласовать его с электродинамикой. Он объявил одновременность не более чем удобным соглашением, которое зависит от скорости света, благодаря чему постоянство скорости света было бы полезным постулатом для того, чтобы сделать законы природы максимально простыми. В 1900 и 1904 годах он физически интерпретировал локальное время Лоренца как результат синхронизации часов с помощью световых сигналов. В июне и июле 1905 года он объявил принцип относительности общим законом природы, включая гравитацию. Пуанкаре исправил некоторые ошибки Лоренца и доказал лоренц-инвариантность уравнений электродинамики. Тем не менее, он использовал понятие эфира как реальную, но совершенно необнаружимую среду, и различал кажущееся и реальное время, поэтому большинство историков науки считают, что Пуанкаре не смог создать специальную теорию относительности.

### Эфир и гравитация
В течение XVII—XIX веков были сделаны многочисленные попытки связать эфир с гравитацией и подвести физическую основу под ньютоновский закон всемирного тяготения. Исторические обзоры упоминают более 20 таких моделей разной степени разработанности. Чаще других высказывались следующие идеи.
- Гидростатическая модель: поскольку эфир, как считалось, скапливается внутри материальных тел, его давление в пространстве между телами ниже, чем в удалении от этих тел. Избыточное давление сбоку «подталкивает» тела друг к другу.
- Тяготение есть результат распространения через эфир колебаний («пульсаций») атомов вещества.
- В эфире имеются «источники» и «стоки», и их взаимовлияние проявляется как тяготение.
- Эфир содержит множество беспорядочно движущихся микрочастиц (корпускул), и тяготение двух тел возникает из-за того, что каждое тело «экранирует» другое от этих частиц, тем самым создавая дисбаланс сил (подталкивающих корпускул получается больше, чем расталкивающих).

Все эти модели подверглись аргументированной критике и не смогли добиться широкого научного признания.

#### Гидростатическая модель
Впервые эта модель была опубликована в списке проблем и вопросов, которые Ньютон поместил в конце своего труда «Оптика» (1704). Сам Ньютон ни разу не выступил в поддержку такого подхода, ограничившись известным высказыванием: «Причину этих свойств силы тяготения я до сих пор не мог вывести из явлений, гипотез же я не измышляю». Данная идея никогда не получала сколько-нибудь серьёзного развития.
Другой вариант этой модели предложил Роберт Гук: притяжение вызывают колебания атомов, передающиеся от тела к телу через эфир. Эта мысль получила развитие в XIX веке в виде «пульсационных» теорий.

#### «Пульсационные» теории
Среди «пульсационных» теорий наиболее видное место занимает модель норвежского физика Карла Бьёркнеса, который одним из первых попытался создать единую теорию всех полей. Публикации Бьёркнеса (1870-е годы) развивали следующую идею: тела в эфире ведут себя подобно синхронно пульсирующим телам в несжимаемой жидкости, между которыми, как известно, возникает притяжение, обратно пропорциональное квадрату расстояния. Концепцию Бьёркнеса поддержали английские физики Фредерик Гатри (Frederick Guthrie) и Уильям Хикс (William Mitchinson Hicks), последний теоретически описал «отрицательную материю», чьи атомы колеблются в противофазе, и антигравитацию. В 1909 году теория Бьёркнеса была развита Чарльзом Бертоном (Charles V. Burton), который приписал пульсации электронам внутри тел.
«Пульсационные» модели подверглись резкой критике, против них были выдвинуты следующие возражения.
1. Общепринятая в конце XIX века теория эфира рассматривала его как упругую среду, поэтому свойство несжимаемости следовало либо как-то обосновать, либо допустить существование двух в корне различных видов эфира.
2. Непонятны причины синхронности колебаний атомов.
3. Для поддержания незатухающих пульсаций необходимы какие-то внешние силы.

#### Теория Лесажа

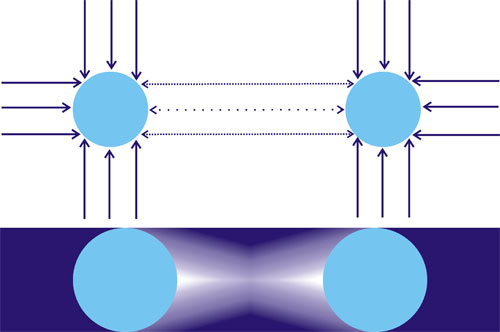
Притяжение по Лесажу: каждое тело «экранирует» другое от давления корпускул, создавая равнодействующую в сторону сближения

### Трудности в теории эфира (конец XIX — начало XX века)

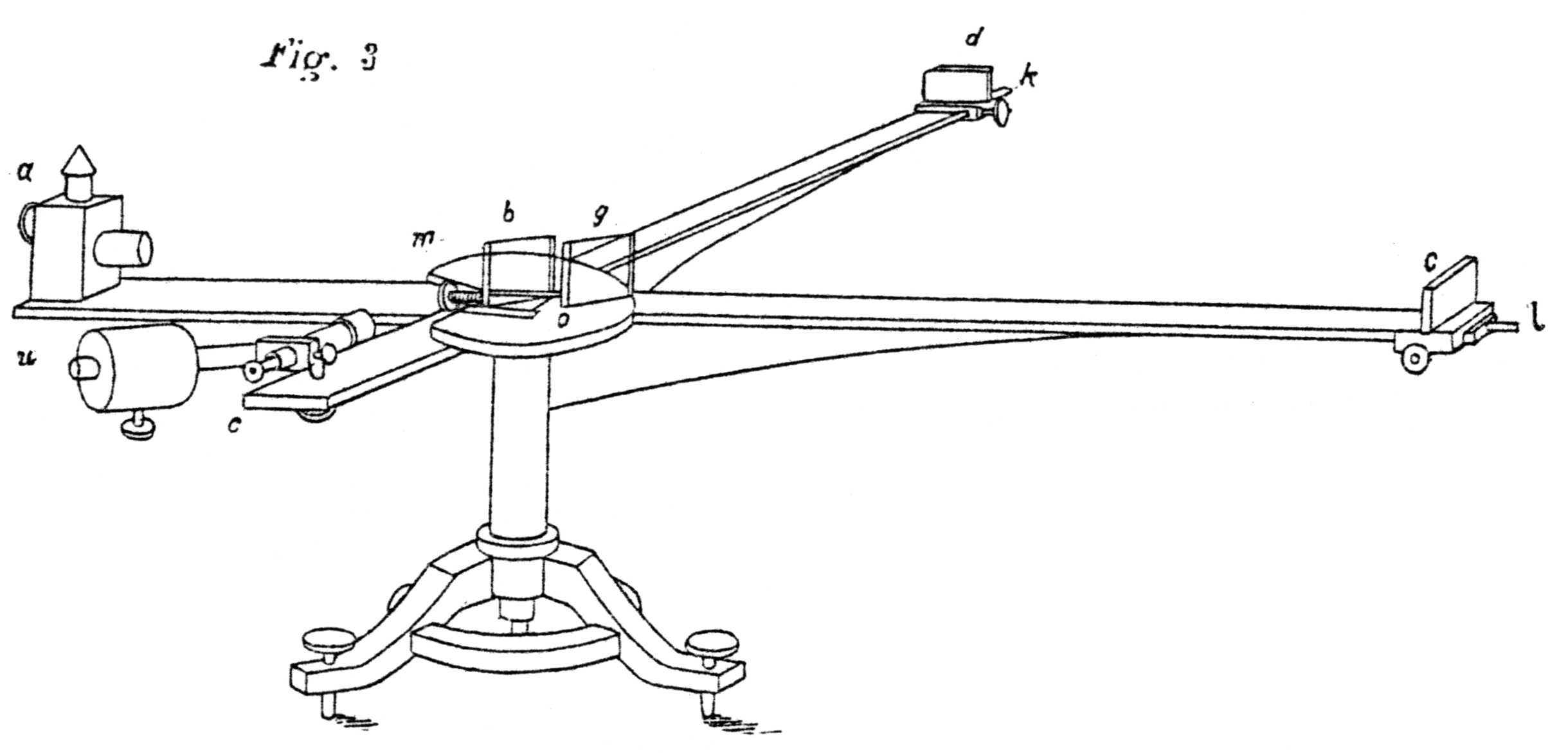
Общий вид интерферометра. Из доклада А. Майкельсона 1881 г.

А. Эйнштейн, 1905 г.